# Da Ponte

Stemma Da Ponte

I Da Ponte furono una famiglia patrizia veneziana, annoverata fra le cosiddette Case Nuove. Nella seconda metà del secolo XVI diedero alla Repubblica un doge, Nicolò Da Ponte.

## Storia
Varie e contrastanti sono le cronache sull'origine di questa famiglia: talune fonti la ritengono proveniente da Corfù o dalla Germania, altre ancora da Negroponte o da Ferrara; probabilmente giunsero in laguna praticando l'attività mercantile. Discordi sono anche le ipotesi riguardo alla data d'aggregazione dei Da Ponte al patriziato della città lagunare: alcuni vorrebbero questo casato antichissimo in Venezia, presente in Maggior Consiglio già prima della serrata e confermato anche dopo il 1297; altri, invece, ritengono che i Da Ponte non fossero annoverati nel Libro d'Oro del patriziato veneto prima del 1473 o del 1493.
I Da Ponte avevano cospicui interessi in Oriente, ma nel 1470, con la perdita di Negroponte da parte dell'Impero ottomano, la famiglia si ritrovò in gravissime condizioni finanziarie. Secondo Marco Barbaro, Giovanni Da Ponte, lasciando l'isola, avrebbe naufragato perdendo una nave carica di ricchezze.
Riuscirono a giungere in maniera inaspettata e improvvisa a nuovo splendore nel corso del Cinquecento, con l'elezione al titolo dogale dell'anziano Nicolò Da Ponte, che regnò dal 1578 al 1585.
Dopo la caduta della Serenissima, i Da Ponte ottennero il riconoscimento della propria nobiltà da parte del governo imperiale austriaco (Sovrana Risoluzione del 30 novembre 1817); successivamente furono innalzati alla dignità di conti dell'Impero austriaco con Sovrana Risoluzione del 3 febbraio 1820.

## Membri illustri
- Antonio Da Ponte († 1429), ecclesiastico, fu, tra l'altro, patriarca di Aquileia dal 1409 al 1412;
- Nicolò Da Ponte (1491 - 1585), doge veneziano;
- Lorenzo Da Ponte (1695 - 1768), ecclesiastico, fu vescovo di Ceneda dal 1739 al 1768;
- Paolo Da Ponte, O.C.D. (1709 - 1791), ecclesiastico, fu vescovo di Torcello dal 1773 al 1791;
- Bonifacio Da Ponte, O.S.B.Cam. (1726 - 1810), ecclesiastico, fu vescovo di Capodistria dal 1776 al 1810.

## Luoghi e architetture
- Palazzo Da Ponte, a San Marco;
- Villa Da Ponte Vergerio, a Cadoneghe;
- Fontana Da Ponte, a Capodistria.

Esiste, inoltre, una Calle Da Ponte in sestiere Dorsoduro, a Venezia.